# Ärtsjön
Ärtsjön är en sjö i Malung-Sälens kommun i Dalarna och ingår i Dalälvens huvudavrinningsområde. Sjön har en area på 0,0897 kvadratkilometer och ligger 303 meter över havet.

## Delavrinningsområde
Ärtsjön ingår i det delavrinningsområde (674906-139571) som SMHI kallar för Mynnar i Öjen. Medelhöjden är 347 meter över havet och ytan är 9,3 kvadratkilometer. Det finns inga avrinningsområden uppströms utan avrinningsområdet är högsta punkten. Vattendraget som avvattnar avrinningsområdet har biflödesordning 5, vilket innebär att vattnet flödar genom totalt 5 vattendrag innan det når havet efter 394 kilometer. Avrinningsområdet består mestadels av skog (57 procent) och sankmarker (37 procent). Avrinningsområdet har 0,15 kvadratkilometer vattenytor vilket ger det en sjöprocent på 1,6 procent.